# Nikołaj Eterlej
Nikołaj Siemionowicz Eterlej, ros. Николай Семенович Этерлей (ur. 1911 we wsi Zagubskoje w rejonie Kamieńca Podolskiego, zm. ?) – radziecki wykładowca akademicki, oficer-propagandysta Rosyjskiej Armii Wyzwoleńczej, Sił Zbrojnych Komitetu Wyzwolenia Narodów Rosji, a następnie Komitetu Wyzwolenia Narodów Rosji podczas II wojny światowej, emigrant

## Życiorys
Pod koniec lat 30. był profesorem nauk technicznych uniwersytetu w Leningradzie. Po ataku wojsk niemieckich na ZSRR 22 czerwca 1941 r. został zmobilizowany do Armii Czerwonej. Służył w 267 Zapasowym Pułku Strzeleckim 36 Zapasowej Brygady Strzeleckiej. Następnie przeniesiono go do biura lektorskiego Zarządu Politycznego Frontu Leningradzkiego. Doszedł do stopnia kapitana. Na początku 1943 r. dostał się do niewoli niemieckiej. Osadzono go w specjalnym obozie filtracyjnym w Twierdzy Boyen w Lötzen. Wiosną 1944 r. znalazł się pod zwierzchnictwem oddziału Fremde Heere Ost III/Prop. Wkrótce przeniesiono go do szkoły propagandystów ROA w Dabendorfie pod Berlinem, gdzie pisał artykuły propagandowe dla pism Rosyjskiej Armii Wyzwoleńczej (ROA) „Zaria” i „Dobrowolec”. Od jesieni 1944 r. służył w stopniu kapitana w sztabie Wojsk Lotniczych Sił Zbrojnych Komitetu Wyzwolenia Narodów Rosji. Pod koniec 1944 r. przeszedł do Głównego Zarządu Propagandy Komitetu Wyzwolenia Narodów Rosji (KONR). Po zakończeniu wojny uniknął repatriacji do ZSRR. Podejrzewano go o szpiegostwo na rzecz Sowietów. Zamieszkał w zachodnich Niemczech. Kontynuował karierę naukową. Był autorem prac naukowych z zakresu elektrotechniki.